# Грабовац (Велика Кладуша)
Грабовац је насељено мјесто у Општини Велика Кладуша, Унско-сански кантон, ФБиХ.

## Географија
Грабовац се налази у Општини Велика Кладуша, близу насеља Врнограч, удаљен је од њега 1,5 километра. Налази се на надморској висини од 196 метара. Од Велике Кладуше је ваздушном линијом удаљена око 11.300 метара (11,3 километара). Насељено мјесто је 1991. године имало 686 становника, а 2013. године 757 становника .

## Демографија
| Националност | 1991. | 1981. | 1971. |
| Муслимани    | 671   | 667   | 612   |
| Срби         | 14    | 19    | 17    |
| Хрвати       | 0     | 0     | 0     |
| Југословени  | 1     | 11    | 0     |
| остали       | 0     | 0     | 2     |
| Укупно       | 686   | 697   | 631   |